# Alba Fehérvár KC
Alba Fehérvár KC er en ungarsk håndboldklub, hjemmehørende i Székesfehérvár hvor der er plads til 1.200 tilskuere. Klubbens sidste slutplacering i den ungarske liga var en 10.-plads i sæsonen 2020-21.

## Reusltater

### Nationale resultater
Magyar Kupa
- Finalist (1): 2005–06

### Europæiske resultater
- EHF Cup
- Vinder: 2005
- Semifinalist: 2002, 2014

## Spillertruppen 2022-23
| Målvogtere - 12 Molli Kubina - 16 Nikolett Tóth - 91 Tea Pijević LW - 17 Viktória Takó - 13 Bea Bojtos RW - 97 Szonja Szemes - 11 Bruna Zrnić Stregspillere - 07 Nikolett Dubán - 99 Emőke Varga | LB - 22 Kincső Gerháth - 23 Bianka Boldizsár - 24 Borbála Besszer - 14 Linda Utasi - 08 Katarina Stošić - 09 Laura Tolnai - 37 Réka Sulyok CB - 19 Tamara Smbatian - 25 Mana Ohyama RB - 04 Sára Afentáler |

## Kendte spillere
- Beatrix Balogh
- Rita Deli
- Anita Kulcsár
- Beáta Siti
- Borbála Tóth Harsányi
- Laima Bernatavičiūtė